# Pippo sceriffo
Pippo sceriffo (Two Gun Goofy) è un film del 1952 diretto da Jack Kinney. È un cortometraggio animato della serie Goofy, prodotto dalla Walt Disney Productions, uscito negli Stati Uniti il 16 maggio 1952 e distribuito dalla RKO Radio Pictures. Dagli anni novanta è stato distribuito col titolo Pippo il pistolero, in seguito trascritto erroneamente come Pippo pistolero.

## Trama
In una cittadina del far west il bandito Pietro Gambadilegno rapina la banca e, dopo aver ucciso numerose persone, si allontana a cavallo. Nel frattempo Pippo, curiosando all'interno di una diligenza, scorge una giovane donna; ella è assalita da Pietro, ma Pippo la salva e i due si innamorano. Mentre segue la donna, Pippo si imbatte in Pietro che cerca diverse volte di uccidere Pippo, ma quest'ultimo riesce sempre ad avere la meglio sul bandito. Più tardi il becchino cittadino dà a Pietro un barile di dinamite con la miccia accesa, che lui mette nei pantaloni di Pippo. Quest'ultimo però si mette a fumare e, per paura dell'esplosione, Pietro fugge in carcere. Pippo diventa quindi il nuovo sceriffo e, mentre la donna lo bacia, la dinamite esplode.

## Distribuzione

### Edizione italiana
Il film uscì in Italia nel cinema nel 1966, nel film di montaggio Paperino nel far west con il primo doppiaggio. Negli anni '90 è stato ridoppiato dalla Royfilm per la trasmissione televisiva. Tuttavia in DVD è stato incluso il primo doppiaggio, il quale viene usato con preponderanza anche nelle trasmissioni televisive.

### Edizioni home video

#### DVD
Il cortometraggio è incluso nel DVD Walt Disney Treasures: Pippo, la collezione completa.